# Festival Internacional de Cine de San Sebastián 2011
La 59.ª edición del Festival Internacional de Cine de San Sebastián se celebró del viernes 16 al sábado 24 de septiembre de 2011 en San Sebastián. El festival se inauguró con el film Intruders de Juan Carlos Fresnadillo y se cerró con Intouchables de Eric Toledano y Olivier Nakache.
Esta fue la primera edición dirigida por el nuevo director del festival, José Luis Rebordinos, que sustituía a Mikel Olaciregui, habiendo este ocupado el puesto de director del festival desde la 49 edición en el año 2001.

## Jurados
Jurado de la Sección Oficial
- Frances McDormand, actriz (presidenta del jurado)
- Guillermo Arriaga, escritor, guionista y director de cine
- Álex de la Iglesia, director de cine
- Bent Hamer, director de cine
- Bai Ling, actriz
- Sophie Maintigneux, directora de fotografía
- Sophie Okonedo, actriz

Premio Horizontes
- Juan Diego Botto, actor y directo de cine español (Presidente)
- Javier Martín, programador de festivales español
- Daniela Michel, directora del Festival Internacional de Cine de Morelia

Nuevos Directores
- Jonathan Rosenbaum, experto en cine y docente estadounidense (Presidenta)
- Lucía Casani, responsable de cine del Centro cultural La Casa Encendida
- Jessica Hausner, directora de cine austríaca
- Paz Lázaro, Directora de programación de la sección Panorama del Festival de Cine de Berlín
- Un-Seong Yoo, programador del Festival Internacional de Cine de Jeonju

Premio Serbitzu Zinemira
- Joxean Muñoz, exdirector General del proyecto Tabakalera (Centro Internacional de Cultura Contemporánea) (Presidente)
- Maialen Lujanbio Zugasti, escritora y experta en cine española
- Ramón Agirre, actor español

Encuentro Internacional de Estudiantes de Cine
- Nicolas Provost, director de cine belga

## Películas

### Sección oficial
Las 16 películas siguientes compitieron para el premio de la Concha de Oro a la mejor película:
| Título en España               | Título original                | Director(es)      | País           |
| ------------------------------ | ------------------------------ | ----------------- | -------------- |
| 11 Flowers                     | 11 Flowers                     | Wang Xiaoshuai    | China          |
| Mundo injusto                  | Adikos kosmos                  | Filippos Tsitos   | Grecia         |
| Amén                           | Amén                           | Kim Ki-duk        | Corea del Sur  |
| Americano                      | Americano                      | Mathieu Demy      | Francia        |
| The deep blue sea              | The deep blue sea              | Terence Davies    | Reino Unido    |
| Happy end                      | Happy end                      | Björn Runge       | Suecia         |
| Kiseki                         | Kiseki                         | Hirokazu Kore-eda | Japón          |
| Los Marziano                   | Los Marziano                   | Ana Katz          | Argentina      |
| No habrá paz para los malvados | No habrá paz para los malvados | Enrique Urbizu    | España         |
| Los pasos dobles               | Los pasos dobles               | Isaki Lacuesta    | España         |
| Rampart                        | Rampart                        | Oren Moverman     | Estados Unidos |
| Las razones del corazón        | Las razones del corazón        | Arturo Ripstein   | México         |
| Sangre de mi sangre            | Sangue do Meu Sangue           | João Canijo       | Portugal       |
| El skylab                      | Le Skylab                      | Julie Delpy       | Francia        |
| Take this waltz                | Take this waltz                | Sarah Polley      | Canadá         |
| La voz dormida                 | La voz dormida                 | Benito Zambrano   | España         |

#### Fuera de competición
Las películas siguientes fueron seleccionadas para ser exhibidas fuera de competición: 
Largometrajes
| Título en español | Título original | Director(es)                   | País        |
| ----------------- | --------------- | ------------------------------ | ----------- |
| Intruders         | Intruders       | Juan Carlos Fresnadillo        | España      |
| Intocable         | Intouchables    | Eric Toledano, Olivier Nakache | Francia     |
| Albert Nobbs      | Albert Nobbs    | Rodrigo García                 | Reino Unido |
| Bertsolari        | Bertsolari      | Asier Altuna                   | España      |

Proyecciones especiales
| Título en español        | Título original          | Director(es)   | País   |
| ------------------------ | ------------------------ | -------------- | ------ |
| El precio de la libertad̟ | El precio de la libertad̟ | Ana Murugarren | España |
| Isabel                   | Isabel                   | Jordi Frades   | España |
| Urtain                   | Urtain                   | Andrés Luque   | España |

### Otras secciones oficiales

#### Horizontes latinos
El Premio Horizontes impulsa el conocimiento de los largometrajes producidos total o parcialmente en América Latina, dirigidos por cineastas de origen latino, o bien que tengan por marco o tema comunidades latinas del resto del mundo.
| Título original                                  | Director(es)                        | País       |
| ------------------------------------------------ | ----------------------------------- | ---------- |
| Abrir puertas y ventanas                         | Milagros Mumenthaler                | Aergentina |
| Anónimo                                          | Renato Pérez                        | Chile      |
| Asalto al cine                                   | Iria Gómez Concheiro                | México     |
| Bonsái                                           | Cristián Jiménez                    | Chile      |
| Entre la noche y el día                          | Bernardo Arellano                   | México     |
| Girimunho                                        | Helvecio Marins, Clarissa Campolina | Brasil     |
| Historias que solo existen cuando son recordadas | Julia Murat                         | Brasil     |
| Las acacias                                      | Pablo Giorgelli                     | Argentina  |
| Miss Bala                                        | Gerardo Naranjo                     | México     |
| Pescador                                         | Sebastián Cordero                   | Ecuador    |
| Porfirio                                         | Alejandro Landes                    | Colombia   |
| Todos tus muertos                                | Carlos Moreno                       | Colombia   |
| Ulises                                           | Carlos Godoy                        | Chile      |

#### Zabaltegi Perlas
Las 12 películas proyectadas en esta sección son largometrajes inéditos en España, que han sido aclamados por la crítica y/o premiados en otros festivales internacionales. Estas fueron las películas seleccionadas para la sección:
| Título en español             | Título original          | Director(es)         | País           |
| ----------------------------- | ------------------------ | -------------------- | -------------- |
| Drive                         | Drive                    | Nicolas Winding Refn | Estados Unidos |
| Life Without Principle        | Dyut meng gam            | Johnnie To           | Hong Kong      |
| ¿Y ahora adónde vamos?        | Et maintenant, on va où? | Nadine Labaki        | Líbano         |
| Nader y Simin, una separación | Jodaeiye Nader az Simin  | Asghar Farhadi       | Irán           |
| The Invader                   | The Invader              | Nicolas Provost      | Bélgica        |
| El Havre                      | Le Havre                 | Aki Kaurismäki       | Finlandia      |
| Martha Marcy May Marlene      | Martha Marcy May Marlene | Sean Durkin          | Estados Unidos |
| Shame                         | Shame                    | Steve McQueen        | Estados Unidos |
| Pina                          | Pina                     | Wim Wenders          | Alemania       |
| The Artist                    | The Artist               | Michel Hazanavicius  | Francia        |
| El árbol de la vida           | The Tree of Life         | Terrence Malick      | Estados Unidos |
| Redención                     | Tyrannosaur              | Paddy Considine      | Reino Unido    |

#### Zabaltegi-Nuevos Directores
Esta sección agrupa los primeros o segundos largometrajes de sus cineastas, inéditos o que solo han sido estrenados en su país de producción y producidos en el último año. Estas fueron las películas seleccionadas para la sección:
| Título en español        | Título original                | Director(es)                  | País           |
| ------------------------ | ------------------------------ | ----------------------------- | -------------- |
| Either Way               | Á annan veg                    | Hafsteinn Gunnar Sigurðsson   | Islandia       |
| Arrugas                  | Arrugas                        | Ignacio Ferreras              | España         |
| A beautiful valley       | Emek Tiferet                   | Hadar Friedlich               | Israel         |
| Ending Note              | Ending Note                    | Mami Sunada                   | Japón          |
| Scars                    | Hiung-Thu                      | Lim Woo-Seong                 | Corea del Sur  |
| Sentados frente al fuego | Sentados frente al fuego       | Alejandro Fernández Almendras | Chile          |
| Silver Tongues           | Silver Tongues                 | Simon Arthur                  | Estados Unidos |
| Still Life               | Stillleben                     | Sebastian Meise               | Austria        |
| El río que era un hombre | Der fluss war einst ein mensch | Jan Zabeil                    | Alemania       |
| Tralas luces             | Tralas luces                   | Sandra Sánchez                | España         |
| Feliz año, abuela        | Urte berri on, amona!          | Telmo Esnal                   | España         |
| Wild Bill                | Wild Bill                      | Dexter Fletcher               | Reino Unido    |

#### Zabaltegi-Especiales
Esta sección agrupa un espacio heterogéneo que muestra algunas de las propuestas más interesantes del panorama cinematográfico del año: nuevos trabajos de directores que han estado presentes en el Festival o de invitados y miembros del jurado, así como estrenos de cintas inéditas con un interés especial. Estas fueron las películas seleccionadas para la sección:
| Título en español                             | Título original                               | Director(es)                   | País           |
| --------------------------------------------- | --------------------------------------------- | ------------------------------ | -------------- |
| 14 d'abril. Macià contra Companys             | 14 d'abril. Macià contra Companys             | Manuel Huerga                  | España         |
| George Harrison: Living in the Material World | George Harrison: Living in the Material World | Martin Scorsese                | Estados Unidos |
| Al final del túnel                            | Al final del túnel                            | Rodrigo Grande                 | Argentina      |
| Carriére, 250 metros                          | Carriére, 250 metros                          | Juan Carlos Rulfo, Natalia Gil | México         |
| El gato del rabino                            | Le chat du rabbin                             | Antoine Delesvaux, Joann Sfar  | Francia        |
| Crazy Horse                                   | Crazy Horse                                   | Frederick Wiseman              | Francia        |
| El cuaderno de barro                          | El cuaderno de barro                          | Isaki Lacuesta                 | España         |
| Extraterrestre                                | Extraterrestre                                | Nacho Vigalondo                | España         |
| Kaidan Horror Classics: Los días después      | Ayashiki bungô kaidan: Nochi no hi            | Hirokazu Koreeda               | Japón          |
| Madrid, 1987                                  | Madrid, 1987                                  | David Trueba                   | España         |
| Neil Young Journeys                           | Neil Young Journeys                           | Jonathan Demme                 | Estados Unidos |
| Puzzled Love                                  | Puzzled Love                                  | ESCAC                          | España         |
| En el filo                                    | Sur la planche                                | Leïla Kilani                   | Marruecos      |

#### Encuentro Internacional de Estudiantes de Cine
Esta sección agrupa trabajos de estudiantes de escuelas de cine de todo el mundo, cuyos trabajos han sido previamente seleccionados, para que participen en proyecciones de sus cortometrajes. Estos fueron los trabajos seleccionados para la sección:
| Título original                          | Director(es)                       | País            |
| ---------------------------------------- | ---------------------------------- | --------------- |
| Alto Sauce                               | Fernando Pomares                   | España          |
| Anticyclone                              | Saul O. Torheim                    | Francia         |
| Container                                | Thomas Brekle                      | Francia         |
| Dylan                                    | Ania Winiarska                     | Reino Unido     |
| Eva: Shem Zmani                          | Dor Fadlon                         | Israel          |
| Geen weg terug                           | Shariff Korver                     | Países Bajos    |
| Guañape Sur                              | János Richter                      | España          |
| L'or blanc                               | Adama Salle                        | Marruecos       |
| La fiesta de casamiento                  | Gastón Margolin, Martín Morgenfeld | Argentina       |
| La siguiente estación                    | Nicolás Sandino Moreno             | España          |
| Long Distance Call                       | Grzegorz Muskala                   | República Checa |
| Mona Lisa in the province                | Yoav Arbel                         | Israel          |
| Quisiera la tarde                        | Carolina Sourdis                   | Colombia        |
| Schlafende                               | Zevik Zelikovitch                  | Israel          |
| Twist & Blood'                           | Kuba Czekaj                        | Polonia         |
| We Are Not Living in a Fucking Hospital' | Vappu Tuomisto                     | Francia         |
| Wendehammer'                             | Franziska Hoenisch                 | Francia         |

### Otras secciones

#### Zinemira
Sección dedicada los largometrajes con un mínimo de un 20% de producción vasca que se estrenan mundialmente así como aquellos hablados mayoritariamente en euskera. Todos ellos son candidatos al Premio Irizar al Cine Vasco. Estas fueron las películas seleccionadas para la sección:
| Título en español           | Título en original          | Director(es)                             |
| --------------------------- | --------------------------- | ---------------------------------------- |
| Dos hermanos                | Dos hermanos                | Imanol Rayo                              |
| El último paso              | El último paso              | Enara Goikoetxea, Iurre Tellería         |
| Nao Yik                     | Nao Yik                     | David Aguilar Iñigo                      |
| Arriya                      | Arriya                      | Alberto Gorritiberea                     |
| Naufragio                   | Naufragio                   | Pedro Aguilera                           |
| Next Music Stationː Lebanon | Next Music Stationː Lebanon | Fermín Muguruza                          |
| Un mundo casi perfecto      | Un mundo casi perfecto      | Esteban Ibarretxe, José Miguel Ibarretxe |

Zinemira Kimuak (cortometrajes)
| Título en original   | Director(es)           |
| -------------------- | ---------------------- |
| Bucle                | Aritz Moreno           |
| Coptos               | Álvaro Sau             |
| La calma             | David González         |
| La casa del lago     | Galder Gaztelu-Urrutia |
| La media pena        | Sergio Barrejón        |
| Lagun mina           | José Mari Goenaga      |
| Muy cerca            | Iván Caso              |
| She's Lost Control   | Haritz Zubillaga       |
| Zeinek gehiago iraun | Gregorio Muro          |

#### Made in Spain
Sección dedicada a una serie de largometrajes españoles que se estrenan en el año. Estas fueron las películas seleccionadas para la sección:
| Título original                          | Director(es)           |
| ---------------------------------------- | ---------------------- |
| El abrazo de los peces                   | Chema Rodríguez        |
| Águila roja. La película                 | José Ramón Ayerra      |
| Balada triste de trompeta                | Álex de la Iglesia     |
| Blackthorn. Sin destino                  | Mateo Gil              |
| Catalunya über alles!                    | Ramon Térmens          |
| Finisterrae                              | Sergio Caballero       |
| La maleta mexicana                       | Trisha Ziff            |
| La mitad de Óscar                        | Manuel Martín Cuenca   |
| El mundo que fue y el que es             | Pablo Llorca           |
| No controles                             | Borja Cobeaga          |
| No tengas miedo                          | Montxo Armendáriz      |
| Primos                                   | Daniel Sánchez Arévalo |
| ¿Quién fue Pilar Miró?                   | Diego Galán            |
| Todas las canciones hablan de mí         | Jonás Trueba           |
| Torrente 4: Lethal Crisis (Crisis Letal) | Santiago Segura        |

#### Culinary Zinema
Sección no competitiva creada en colaboración con el Festival Internacional de Cine de Berlín y organizada conjuntamente con el Basque Culinary Center para unir el cine, la gastronomía y el desarrollo de diversas actividades relacionadas con la alimentación. Estas fueron las películas seleccionadas para la sección:
| Título en español             | Título en original            | Director(es)                  | País        |
| ----------------------------- | ----------------------------- | ----------------------------- | ----------- |
| El Bulli: Cooking in Progress | El Bulli: Cooking in Progress | Gereon Wetzel                 | Alemania    |
| Tímidos anónimos              | Les émotifs anonymes          | Jean-Pierre Améris            | Francia     |
| Noma at Boiling Point         | Noma på kogepunktet           | Christian Vorting             | Dinamarca   |
| El camino del vino            | El camino del vino            | Nicolás Carreras              | Argentina   |
| Il retorno                    | Il retorno                    | Roberto Rabitti               | Italia      |
| Jiro Dreams of Sushi          | Jiro Dreams of Sushi          | David Gelb                    | Japón       |
| Mugaritz BSO                  | Mugaritz BSO                  | Juantxo Sardón, Felipe Ugarte | España      |
| Perfect sense                 | Perfect sense                 | David Mackenzie               | Reino Unido |

#### Cine en Construcción 20
Este espacio, coordinado por el propio Festival juntamente con Cinélatino, Rencontres de Toulouse, se exhiben producciones latinoamericanas en fase de postproducción. Estas fueron las películas seleccionadas para la sección:
| Título en original       | Director(es)                         | País      |
| ------------------------ | ------------------------------------ | --------- |
| 7 cajas                  | Juan Carlos Maneglia, Tana Schémbori | Paraguay  |
| Era uma vez eu, Verônica | Marcelo Gomes                        | Brasil    |
| Infancia clandestina     | Benjamín Ávila                       | Argentina |
| Joven y alocada          | Marialy Rivas                        | Chile     |
| La playa D.C.            | Juan Andrés Arango                   | Colombia  |
| Un mundo secreto         | Gabriel Mariño                       | México    |

### Retrospectivas

#### Retrospectiva clásica. Homenaje aJacques Demy
La retrospectiva de ese año fue dedicado a la obra del cineasta francés Jacques Demy (1931-1990). Se proyectó la totalidad de su filmografía.
| Título en español                                   | Título en original                                                    | Año  |
| --------------------------------------------------- | --------------------------------------------------------------------- | ---- |
| El fabricante de zuecos del Valle del Loira (corto) | Le sabotier du Val de Loire                                           | 1956 |
| Ars (corto)                                         | Ars (corto)                                                           | 1959 |
| Le bel indifférent (corto)                          | Le bel indifférent (corto)                                            | 1957 |
| Los siete pecados capitales                         | Les Sept péchés capitaux                                              | 1962 |
| Lola                                                | Lola                                                                  | 1961 |
| La bahía de los ángeles                             | La Baie des anges                                                     | 1963 |
| Los paraguas de Cherburgo                           | Les Parapluies de Cherbourg                                           | 1964 |
| Las señoritas de Rochefort                          | Les demoiselles de Rochefort                                          | 1967 |
| Estudio de modelos                                  | Model Shop                                                            | 1969 |
| Piel de asno                                        | Peau d'âne                                                            | 1970 |
| No te puedes fiar ni de la cigüeña                  | L'événement le plus important depuis que l'homme a marché sur la lune | 1973 |
| Lady Óscar                                          | Lady Óscar                                                            | 1979 |
| La naissance du jour (TV)                           | La naissance du jour (TV)                                             | 1980 |
| Una habitación en la ciudad                         | Une chambre en ville                                                  | 1982 |
| Parking                                             | Parking                                                               | 1985 |
| Tres entradas para el 26                            | Trois places pour le 26                                               | 1986 |
| Turning Table                                       | La table tournante                                                    | 1988 |
| El flautista                                        | The Pied Piper                                                        | 1972 |

#### Retrospectiva temática: American way of death: Cine negro americano 1990-2010
En esta edición, la retrospectiva se centra en las nuevas tendencias del cine negro estadounidense.
| Título en español                       | Título en original                 | Director                       | Año  |
| --------------------------------------- | ---------------------------------- | ------------------------------ | ---- |
| Tierra de asesinatos                    | Texas Killing Fields               | Ami Canaan Mann                | 2011 |
| Goodfellas                              | Goodfellas                         | Martin Scorsese                | 1990 |
| El rey de Nueva York                    | King of New York                   | Abel Ferrara                   | 1990 |
| Muerte entre las flores                 | Miller's Crossing                  | Joel Coen, Ethan Coen          | 1990 |
| Corazón salvaje                         | Wild at Heart                      | David Lynch                    | 1990 |
| Homicidio                               | Homicide                           | David Mamet                    | 1991 |
| Extraño vínculo de sangre               | The Indian Runner                  | Sean Penn                      | 1991 |
| The Silence of the Lambs                | The Silence of the Lambs           | Jonathan Demme                 | 1991 |
| Instinto básico                         | Basic Instinct                     | Paul Verhoeven                 | 1992 |
| Un paso en falso                        | One False Move                     | Carl Franklin                  | 1992 |
| Reservoir Dogs                          | Reservoir Dogs                     | Quentin Tarantino              | 1992 |
| Infierno en Los Ángeles                 | Menace II Society                  | Albert Hughes, Allen Hughes    | 1993 |
| Reservoir Dogs                          | Reservoir Dogs                     | Quentin Tarantino              | 1992 |
| Red Rock West                           | Red Rock West                      | John Dahl                      | 1993 |
| Suture                                  | Suture                             | Scott McGehee, David Siegel    | 1993 |
| Cuestión de sangre                      | Little Odessa                      | James Gray                     | 1994 |
| New Jersey Drive                        | New Jersey Drive                   | Nick Gomez                     | 1995 |
| Días extraños                           | Strange Days                       | Kathryn Bigelow                | 1995 |
| Heat                                    | Heat                               | Michael Mann                   | 1995 |
| Seven                                   | Seven                              | David Fincher                  | 1995 |
| Bajos fondos                            | The Underneath                     | Steven Soderbergh              | 1995 |
| Sospechosos habituales                  | The Usual Suspects                 | Bryan Singer                   | 1995 |
| Fargo                                   | Fargo                              | Joel Coen, Ethan Coen          | 1996 |
| Sydney                                  | Hard Eight                         | Paul Thomas Anderson           | 1996 |
| L.A. Confidential                       | L.A. Confidential                  | Curtis Hanson                  | 1997 |
| El último hombre                        | Last Man Standing                  | Walter Hill                    | 1996 |
| Ghost Dog, el camino del samurái        | Ghost Dog: The Way of the Samurai  | Jim Jarmusch                   | 1999 |
| Memento                                 | Memento                            | Christopher Nolan              | 1999 |
| Summer of Sam                           | Summer of Sam                      | Spike Lee                      | 1999 |
| Panic                                   | Panic                              | Henry Bromell                  | 2000 |
| Día de entrenamiento                    | Día de entrenamiento               | Antoine Fuqua                  | 2001 |
| Mystic River                            | Mystic River                       | Clint Eastwood                 | 2003 |
| Collateral                              | Collateral                         | Michael Mann                   | 2004 |
| Kiss Kiss Bang Bang                     | Kiss Kiss Bang Bang                | Shane Black                    | 2005 |
| Sin City                                | Sin City                           | Frank Miller, Robert Rodriguez | 2006 |
| Antes que el diablo sepa que has muerto | Before the Devil Knows You're Dead | Sidney Lumet                   | 2007 |
| La noche es nuestra                     | We Own the Night                   | James Gray                     | 2007 |
| Zodiac                                  | Zodiac                             | David Fincher                  | 2007 |
| Cuestión de honor                       | Pride and Glory                    | Gavin O'Connor                 | 2008 |
| El americano                            | The American                       | Anton Corbijn                  | 2010 |

#### Retrospectiva temática: Sombras digitales: cine chino de Última generación
Esta ciclo reunió 18 películas filmadas en soporte digital a lo largo del período 2000-2010.
| Título en español     | Título en original      | Director     | Año  |
| --------------------- | ----------------------- | ------------ | ---- |
| Fuck Cinema           | Cao ta ma de dian ying  | Wu Wenguang  | 2005 |
| Enter the Clowns      | Chou jue deng chang     | Cui Zien     | 2001 |
| Crazy Stone           | Fengkuang de shitou     | Ning Hao     | 2006 |
| In Public             | Gong gong chang suo     | Jia Zhangke  | 2001 |
| Winter Vacation       | Han Jia                 | Li Hongqi    | 2010 |
| The Ditch             | Jiabiangou              | Wang Bing    | 2010 |
| The love of Mr. An    | Lao An                  | Yang Lina    | 2010 |
| The Other Half        | Ling yi ban             | Ying Liang   | 2006 |
| Cuero de buey 2       | Niupi er                | Liu Jiayin   | 2009 |
| Placeres desconocidos | Ren xiao yao            | Jia Zhangke  | 2002 |
| Perfect Life          | Wan mei sheng huo       | Tang Xiaobai | 2008 |
| Condolences (corto)   | Wei wen                 | Ying Liang   | 2009 |
| Desorden              | Disorder                | Weikai Huang | 2009 |
| Thomas Mao            | Xiao Dongxi             | Zhu Wen      | 2010 |
| Little Moth           | Xue chan                | Peng Tao     | 2007 |
| The Search            | Xunzhao zhimei gengdeng | Pema Tseden  | 2009 |
| 1428                  | 1428                    | Du Haibin    | 2009 |
| Jalainur              | Zha lai nuo er          | Zhao Ye      | 2008 |

#### Retrospectiva temática: 4+1: Cine mexicano contemporáneo[16]
| Título en español                        | Director             | Año  |
| ---------------------------------------- | -------------------- | ---- |
| Abel                                     | Diego Luna           | 2010 |
| Alamr                                    | Pedro González-Rubio | 2009 |
| Intimidades de Shakespeare y Víctor Hugo | Yulene Olaizola      | 2008 |
| Lake Tahoe                               | Fernando Eimbcke     | 2008 |
| El lugar más pequeño                     | Tatiana Huezo        | 2011 |
| Luz silenciosa                           | Carlos Reygadas      | 2007 |
| Norteado                                 | Rigoberto Pérezcano  | 2009 |
| Revolución                               | Diferentes autores   | 2010 |
| Verano de Goliat                         | Nicolás Pereda       | 2010 |

## Palmarés

### Premios oficiales
Premios oficiales:
- Concha de Oro: Los pasos dobles de Isaki Lacuesta
- Premio especial del jurado: Le Skylab de Julie Delpy
- Concha de Plata al mejor director: Filippos Tsitos por Mundo injusto
- Concha de Plata a la mejor actriz: María León por La voz dormida
- Concha de Plata al mejor actor: Antonis Kafetzopoulos por Mundo injusto
- Premio del jurado a la mejor fotografía: Ulf Brantås por Happy End.
- Premio del jurado al mejor guion: Hirokazu Kore-eda por Kiseki
- Premios Cine en Movimiento: 
  - The last friday de Yahya Alabdallah
  - Confession and struggle de Eliane Raheb

### Premios honoríficos

#### Premio Donostia
- Glenn Close[18]

Premio Zinemiraː
- Elías Querejeta

### Otros premios oficiales
- Premio Kutxa Nuevos Directores: Jan Zabeil (Alemania) por El río que era un hombre
  - Mención especial: A beautiful valley de Hadar Friedlich
  - Mención especial: Still Life de Sebastian Meise
- Premio Horizontes:
  - Las acacias de Pablo Giorgelli
  - Mención especial: Historias que só existem quando lembradas de Julia Murat
  - Mención especial: Miss Bala de Gerardo Naranjo

#### Premio Encuentro Internacional de Estudiantes de Cine
- Premio Panavision: Eva: Shem Zmani de Dor Fadlon
- Participación en el Short film corner del Festival de CANNES: 
  - Eva: Shem Zmani de Dor Fadlon
  - Dylan de Ania Winiarska
  - Guañape Sur de János Richter

#### Premios del público
- Premio del público: The Artist de Michel Hazanavicius
  - Premio película europea: ¿Y ahora adónde vamos? de Nadine Labaki, (Francia-Líbano-Italia-Egipto)
- Premio Euskaltel de la juventud: Wild Bill de Dexter Fletcher
- Premio Serbitzu Saria: Dos hermanos de Imanol Rayo

#### Premios de la industria
- Premios Cine en Construcción: 7 cajas de Juan Carlos Maneglia y ̟Tana Schémbori
- Premio Casa de América:  Infancia clandestina de Benjamín Ávila

### Otros premios
- Premio TVE - Otra Mirada: Jodaeiye Nader ez Simin de Asghar Farhadi
  - Mención especial del jurado: Sangue do meu sangue de João Canijo

### Premios paralelos
- Premio FIPRESCI: Sangue do meu sangue de João Canijo
- Premio SIGNIS: Kiseki de Hirokazu Kore-eda
- Premio de la Asociación de Donantes de Sangre de Gipuzkoa, a la Solidaridad / Elkartasun Saria: La voz dormida de Benito Zambrano
- Premio Sebastiane: Albert Nobbs de Rodrigo García